# Анстед (Західна Вірджинія)
Анстед (англ. Ansted) — місто (англ. town) в США, в окрузі Фаєтт штату Західна Вірджинія. Населення — 1303 особи (2020).

## Географія
Анстед розташований за координатами 38°8′8″ пн. ш. 81°6′13″ зх. д. / 38.13556° пн. ш. 81.10361° зх. д. (38.135444, -81.103542).  За даними Бюро перепису населення США в 2010 році місто мало площу 4,31 км², з яких 4,30 км² — суходіл та 0,01 км² — водойми.

## Демографія
Згідно з переписом 2010 року, у місті мешкали 1404 особи в 589 домогосподарствах у складі 395 родин. Густота населення становила 326 осіб/км².  Було 697 помешкань (162/км²).
Расовий склад населення:
| - 96,7 % — білих - 2,7 % — чорних або афроамериканців - 0,2 % — корінних американців |

До двох чи більше рас належало 0,3 %. Частка іспаномовних становила 0,9 % від усіх жителів.
За віковим діапазоном населення розподілялося таким чином: 19,6 % — особи молодші 18 років, 57,2 % — особи у віці 18—64 років, 23,2 % — особи у віці 65 років та старші. Медіана віку мешканця становила 47,0 року. На 100 осіб жіночої статі у місті припадало 89,5 чоловіків;  на 100 жінок у віці від 18 років та старших — 89,1 чоловіків також старших 18 років.
Середній дохід на одне домашнє господарство  становив 45 961 долар США (медіана — 41 000), а середній дохід на одну сім'ю — 50 834 долари (медіана — 44 900). За межею бідності перебувало 13,9 % осіб, у тому числі 20,2 % дітей у віці до 18 років та 5,8 % осіб у віці 65 років та старших.
Цивільне працевлаштоване населення становило 569 осіб. Основні галузі зайнятості: освіта, охорона здоров'я та соціальна допомога — 24,3 %, роздрібна торгівля — 15,1 %, будівництво — 13,0 %, науковці, спеціалісти, менеджери — 12,1 %.